# 蛻皮動物
蛻皮動物總門（拉丁語：Ecdysozoa）是原口動物的一大類群，包括節肢動物門、線蟲動物門和幾個小門。最初由Auinaldo等人於1997年定義，主要根據是18S 核糖體RNA樹。而這個分類同時也被一系列形態學證據所支持，因爲本類群包括所有會在生長過程中蛻去几丁质表皮的動物（見蛻皮）。與蛻皮動物接近的定義也曾經被Perrier在1897年和Seurat在1920年僅依據形態作出。

## 形态特征
蛻皮動物最顯著的共同特徵是一個三層的表皮（英文cuticle），由有機物組成，能夠隨著動物生長週期性蛻掉。蛻皮動物由此得名。蛻皮動物缺乏運動纖毛，產生變形蟲樣精子，其胚胎不像其他原口動物一樣螺旋卵裂。蛻皮動物的一些分支還有其它一些共同特徵，比如緩步動物和線蟲動物都有一個三輻射對稱的咽(pharynx)。

## 内部分类
蛻皮動物包括如下門：節肢動物門、有爪動物門、緩步動物門、動吻動物門、鰓曳動物門、鎧甲動物門、線蟲動物門和線形動物門。其它一些門類，比如腹毛動物門，曾被認爲可能是其中的一員，但因其缺乏蛻皮動物的主要特徵，現在通常被劃出。泛節肢動物的共同特徵是具有分節的身體，原來以爲由環節動物演變而來，而與其一起組成分節動物（Articulata）。然而它們並不具有太多的共同特徵，現在看來他們分別演化出了分節的特點。此外，從18S 核糖體RNA樹來看，後口動物中的毛顎動物門可能與其餘後口動物不同而屬於蛻皮動物。蛻皮動物中不屬泛節肢動物的成員曾經被組成環神經動物（Cycloneuralia），但通常被認爲是並系群。

## 外部連結
英文：
- UCMP-Ecdysozoa introduction （页面存档备份，存于）
- https://web.archive.org/web/20030313115747/http://www.palaeos.com/Kingdoms/Animalia/Ecdysozoa.html
- https://web.archive.org/web/20051226094057/http://nema.cap.ed.ac.uk/tardigrades/Tardigrades_and_Ecdysozoa.html
- https://web.archive.org/web/20100510081324/http://chuma.cas.usf.edu/~garey/articulata.html
- https://web.archive.org/web/20030313065540/http://chuma.cas.usf.edu/~garey/essential.html
- Tree of Life web project - Bilateria （页面存档备份，存于）